# Elizabeth "Libby" Smith
Elizabeth Smith o bien más conocida en la isla como Libby es un personaje ficticio de la serie de televisión estadounidense Lost. Es interpretado por Cynthia Watros.

## Personaje
Libby es uno de los supervivientes que iban en la parte trasera del avión. Aparentemente era psicóloga clínica, lo cual no está completamente claro. Lo que sí es un hecho es que, por alguna razón, estuvo internada en el mismo hospital psiquiátrico que Hurley, y que fue ella quien le regaló el velero "Elizabeth" a Desmond para la carrera en que este quería participar. Fue asesinada por Michael, ya que este había sido convencido por Los Otros de que al hacer esto, este conseguiría recuperar a su hijo Walt, secuestrado por ellos. En la isla se caracterizó por ayudar a afrontar ciertas situaciones angustiantes de otros supervivientes, calmar a Ana Lucía, tener un romance incipiente con Hurley, y por ser el único personaje del que, aunque cumplía un rol relativamente importante en Lost, no se mostró nunca un flashback. De este modo pasa a ser un personaje con al menos dos historias sin aclarar.
Cuando se cuenta en paralelo la historia de qué hubiese pasado si el avión no se hubiese caído, ella es un personaje clave. Esta sigue en el psiquiátrico, y se encuentra con Hurley. Ella le explica que en “otra vida” ellos se amaron, por lo cual se escapa del psiquiátrico y sale con Hurley. Se besan. Ella sufre de pequeños lapsos de tiempo donde ve el pasado: Charlie en sus últimos momentos, ellos besándose, y cuando Hurley la besa, sufre un lapso de tiempo. Él dice “ya recuerdo, ya sé de qué hablas”, y así sigue la historia “paralela” a los hechos.
En la cuarta temporada, Los seis del Oceanic cuentan una falsa historia en la cual ellos sobreviven junto a Boone Carlyle, Charlie Pace y Libby, lo que hace que este personaje sea aún más enigmático, ya que no se sabe por qué fue elegida para esa historia.
- Datos: Q51272